# Sân bay quốc gia Aktion
Sân bay quốc gia Aktion (IATA: PVK, ICAO: LGPZ) là một sân bay phục vụ Preveza và Lefkada ở Hy Lạp. Sân bay này cũng có tên là Sân bay Lefkada. Sân bay này cũng được NATO và Không quân Hellen sử dụng.

## Các hãng hàng không và các tuyến điểm
- Olympic Airlines (Athens, Corfu, Kefallinia, Sitia)[3]

Theo mùa:
- Air Berlin (Düsseldorf, München)
- XL Airways (London, Manchester)
- Monarch Airlines (London, Manchester)
- Austrian Airlines (Wien)
- Transavia (Amsterdam)
- Skywork Airlines